# Kruskantarell

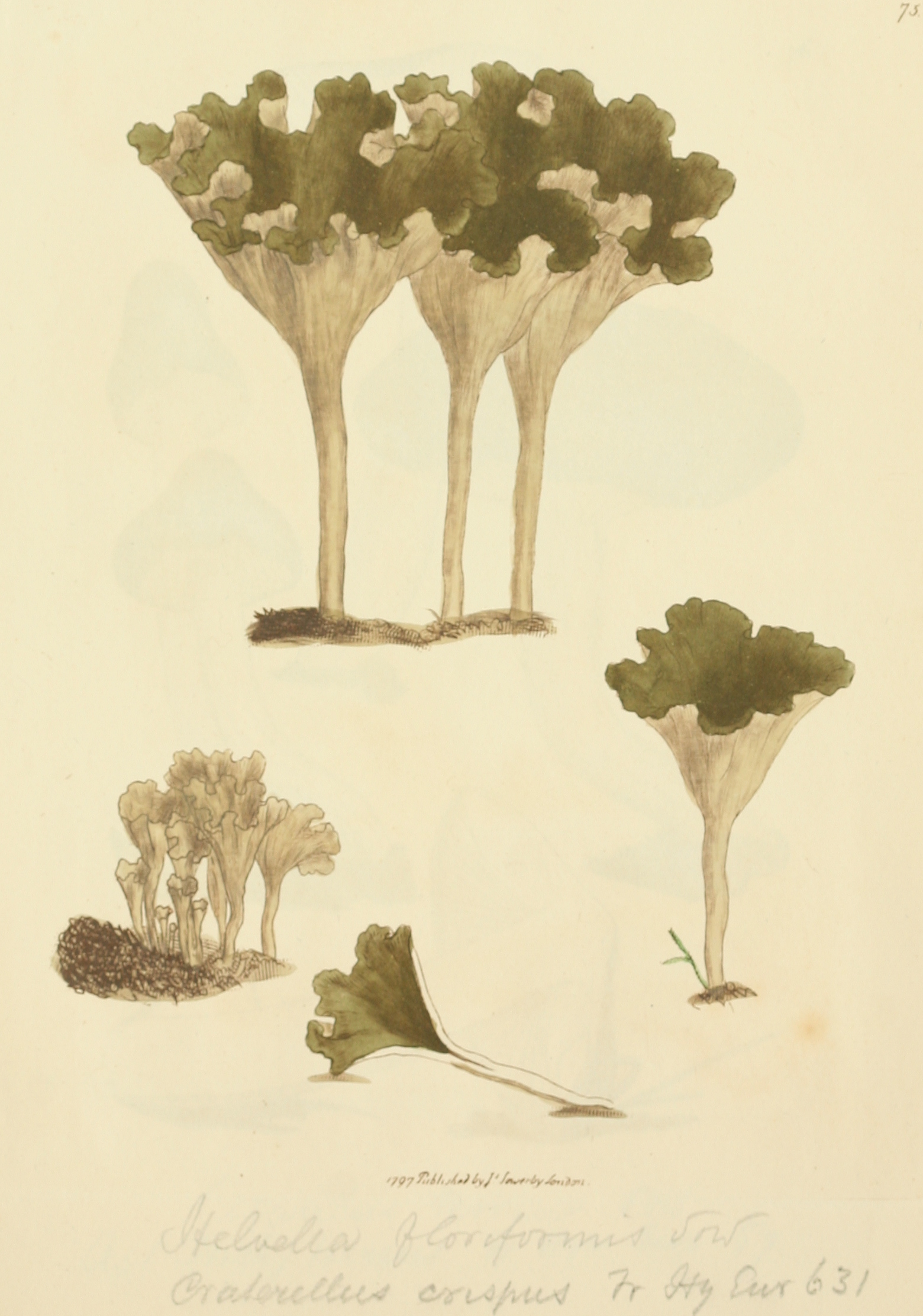
Teckning av kruskantarell ur verket Coloured Figures of English Fungi or Mushrooms (1797-1809).

Kruskantarell (Pseudocraterellus undulatus), även kallad krusig trumpetsvamp, är en sällsynt svamp som växer på mullrik jord, ofta med träd som ek och hassel. Fruktkropparna uppträder under hösten och bildar täta samlingar. 
Kännetecknande för kruskantarellen är en tunn, trattlik hatt med grå till gråbrun ovansida och en något rynkig grå till grågul undersida. Dess kant är krusig. Foten har en grå till gråbrun färg och blir 3 till 6 centimeter hög. 
Svampen har en mild smak och är ätlig, men då den är sällsynt brukar den inte plockas.